# جيمس كولينسون
جيمس كولينسون (9 مايو 1825 – 24 يناير 1881) رسام من العصر الفيكتوري وعضو في جماعة ما قبل الرفائيلية (Pre-Raphaelite Brotherhood) من عام 1848 حتى عام 1850. انضم كولينسون إلى الجماعة في وقت مبكر من تأسيسها، وساهم في الحركة الفنية التي سعت إلى إحياء الأساليب الفنية التي كانت سائدة قبل عصر النهضة الإيطالية، وخاصة قبل فترة رفائيل. ومع ذلك، كانت فترة مشاركته في الحرمة قصيرة نسبيًا، حيث غادرها في عام 1850 بسبب اعتبارات شخصية ودينية. كما كان يُعرف بعلاقته بـكريستينا روسيتي، شقيقة دانتي غابرييل روسيتي.